# Marissa Coleman
Marissa Coleman (ur. 4 stycznia 1987 w Portland) – amerykańska koszykarka występująca na pozycjach rzucającej lub niskiej skrzydłowej, obecnie zawodniczka Bourges.
W 2005 w meczach gwiazd amerykańskich szkół średnich – McDonald’s All-American i WBCA All-American. Została też zaliczona do I składu All-American (przez magazyn Parade, USA Today). Washington Post uznał ją najlepszą zawodniczką amerykańskich szkół średnich, a Gatorade najlepszą zawodniczką stanu Waszyngton (2004, 2005). Mistrzyni konferencji Washington Catholic Athletic w 2002 i 2004.

## Osiągnięcia

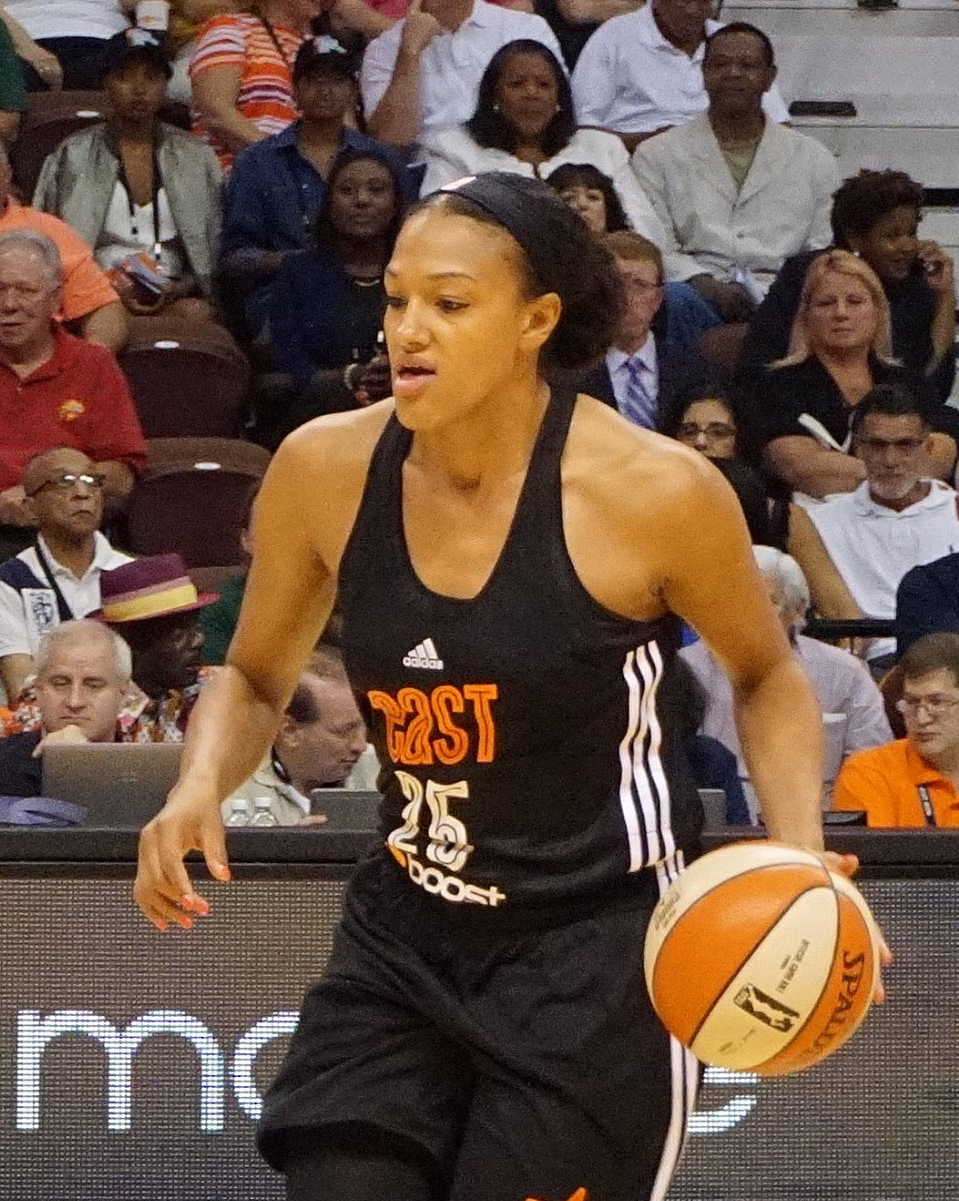
Marissa Coleman podczas meczu gwiazd WNBA 2015.

Stan na 15 grudnia 2018, na podstawie, o ile nie zaznaczono inaczej.

### NCAA
- Mistrzyni NCAA (2006)
- Uczestniczka rozgrywek:
  - Elite Eight (2006, 2008, 2009)
  - II rundy turnieju NCAA (2006–2009)
- Mistrzyni:
  - turnieju konferencji Atlantic Coast (ACC – 2009)
  - sezonu regularnego konferencji ACC (2009)
- Zawodniczka Roku ACC (2009)
- MVP turnieju:
  - Terrapin Classic (2007)
  - ACC (2008)
- Najlepsza pierwszoroczna zawodniczka ACC (2006)
- Zaliczona do:
  - I składu:
    - All-American (2009)
    - ACC (2008)

  - II składu:
    - ACC (2006, 2007)
    - All-American (2008 przez Sports Illustrated)

  - składu honorable mention All-America (2007, 2008 przez Associated Press)
- Liderka ACC w skuteczności rzutów za 3 punkty (2006)

### WNBA
- Wicemistrzyni WNBA (2015)
- Uczestniczka meczu gwiazd WNBA (2015)
- Zaliczona do I składu debiutantek WNBA (2009)

### Drużynowe
- Mistrzyni:
  - Turcji (2016)
  - Francji (2013)
  - Węgier (2011)
- Wicemistrzyni Włoch (2010)
- Brąz Euroligi (2016)
- Zdobywczyni:
  - pucharu:
    - Węgier (2011)
    - Turcji (2016)
    - Włoch (2010)
- Finalistka superpucharu Turcji (2015)

### Indywidualne
(* – nagrody przyznane przez portal eurobasket.com)
- MVP pucharu Turcji (2016)
- Zaliczona do składu honorable mention ligi tureckiej (2015)*[3]

### Reprezentacja
- Mistrzyni:
  - igrzysk panamerykańskich (2007)
  - świata U–19 (2005)
  - Ameryki U–18 (2004)